# 柳叶金叶子
柳叶金叶子（学名：Craibiodendron henryi）为杜鹃花科金叶子属下的一个种。

## 扩展阅读
- 維基物種上的相關：柳叶金叶子